# The Ark
A The Ark a Doctor Who sorozat huszonharmadik része, amit 1966. március 5.-e és 26.-a között sugároztak négy epizódban.

## Történet
A Tardis 10 millió évet ugorva a jövőben, a Földön materializálódik. Csakhamar kiderül, hogy az ég hatalmas égbúra, a dzsungel is csak egy mesterséges ültetvény. Az emberiség maradéka a felrobbanni készülő Nap elől menekül a Refusis bolygóra.

## Epizódok listája
| Epizódok listája | Bemutató napja    | Hossza | Nézők száma | Formátum  |
| ---------------- | ----------------- | ------ | ----------- | --------- |
| Az acél égbolt   | 1966. március 5.  | 24:00  | 5,5         | 16 mm t/r |
| A pestis         | 1966. március 12. | 25:00  | 6,9         | 16 mm t/r |
| A visszatérés    | 1966. március 19. | 24:19  | 6,2         | 16 mm t/r |
| A bomba          | 1966. március 26. | 14:37  | 7,3         | 16 mm t/r |

## Könyvkiadás
A könyvváltozatát 1986. októberében adták ki.

## Otthoni kiadás
- VHS-n 1998-n adták ki.
- DVD-n 2011. február 14-én adták ki a 2-es régióban.
- Az 1-es régióban március 8-án adták ki.

### Fordítás
- Ez a szócikk részben vagy egészben  a   The Ark (Doctor Who) című angol Wikipédia-szócikk fordításán alapul.  Az eredeti cikk szerkesztőit annak laptörténete sorolja fel. Ez a jelzés csupán a megfogalmazás eredetét és a szerzői jogokat jelzi, nem szolgál a cikkben szereplő információk forrásmegjelöléseként.